# Trachysphyrus xiphidium
Trachysphyrus xiphidium är en stekelart som beskrevs av Porter 1967. Trachysphyrus xiphidium ingår i släktet Trachysphyrus och familjen brokparasitsteklar. Inga underarter finns listade i Catalogue of Life.